# 訃報 2004年11月
訃報 2004年11月（ふほう 2004ねん11がつ）では、2004年（平成16年）11月中に物故した、又は物故が報じられた人物についてまとめる。

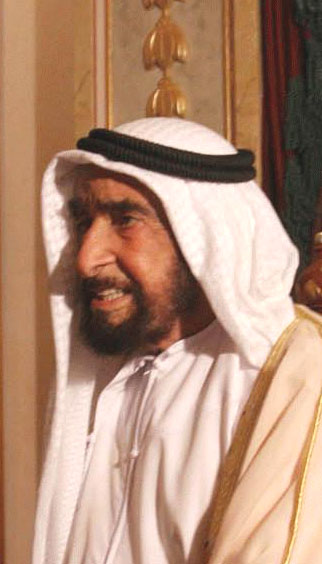
ザーイド・ビン＝スルターン・アール＝ナヒヤーン／11月2日没

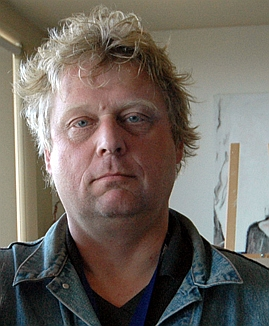
テオ・ファン・ゴッホ／11月2日没

原健三郎／11月6日没

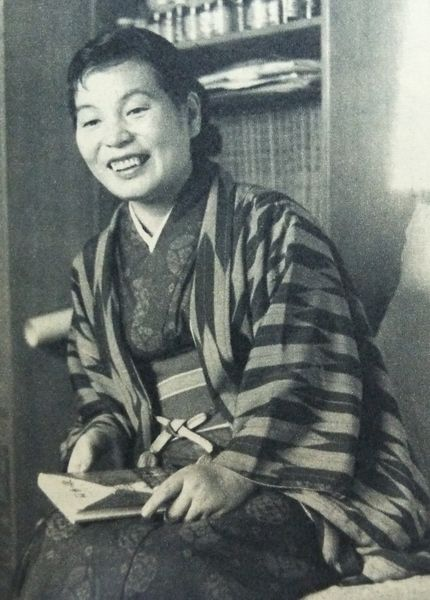
山代巴／11月7日没

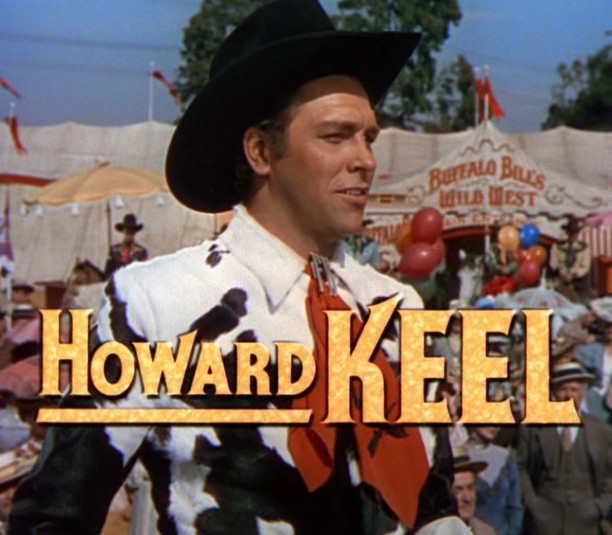
ハワード・キール／11月7日没

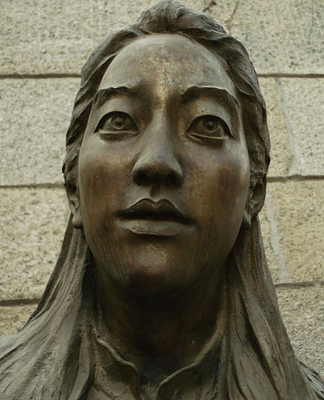
アイリス・チャン／11月9日没

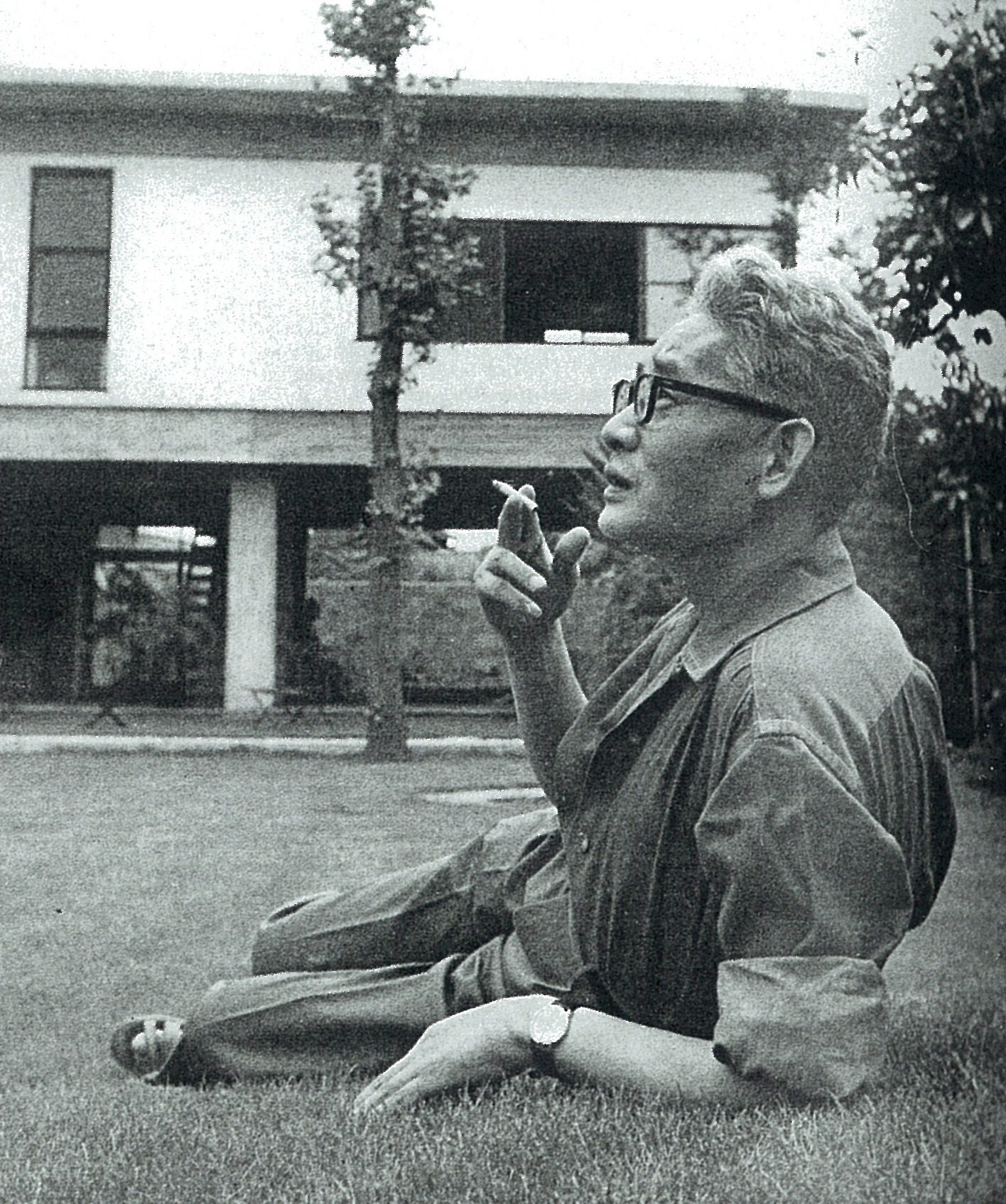
柳原義達／11月11日没

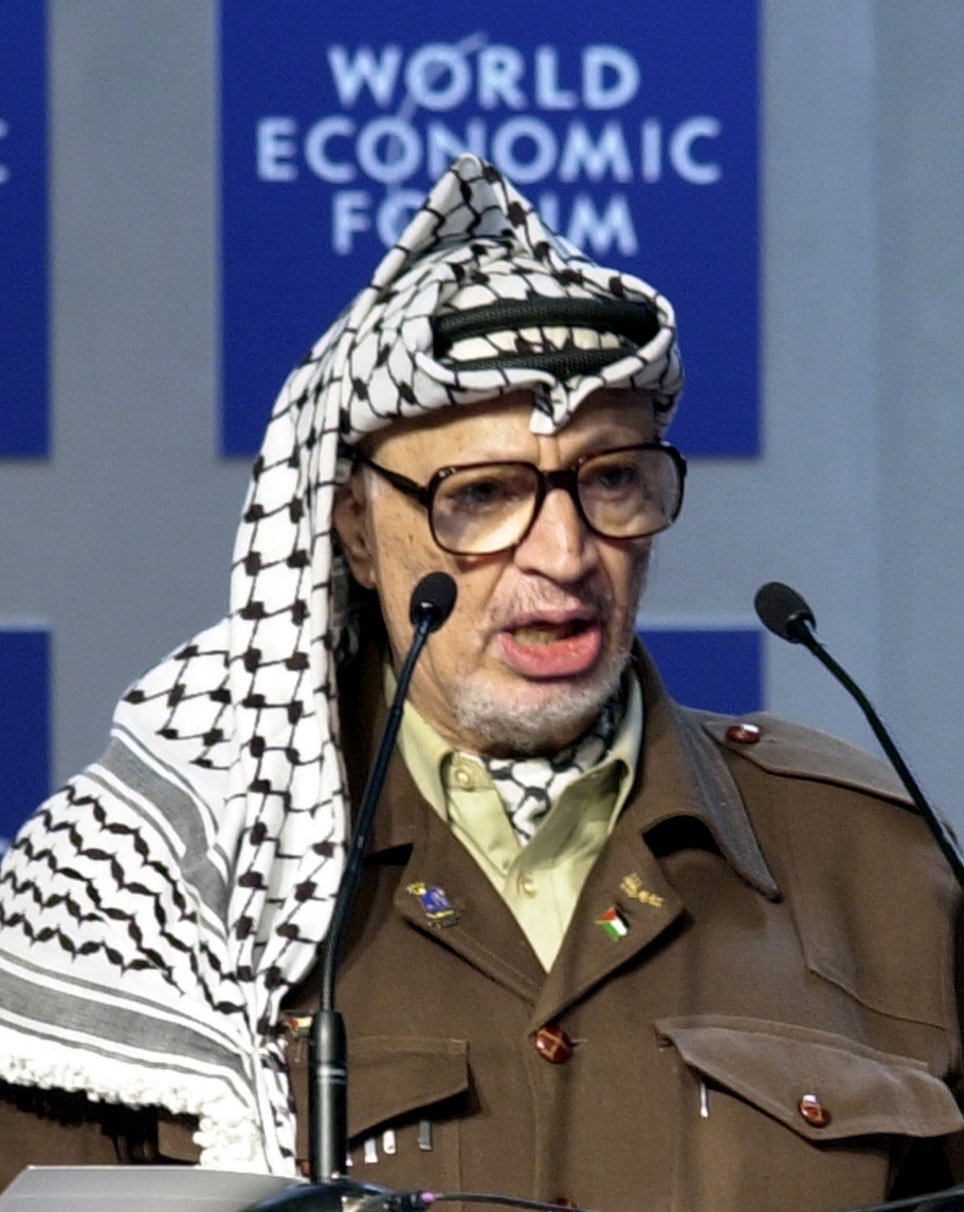
ヤーセル・アラファート／11月11日没

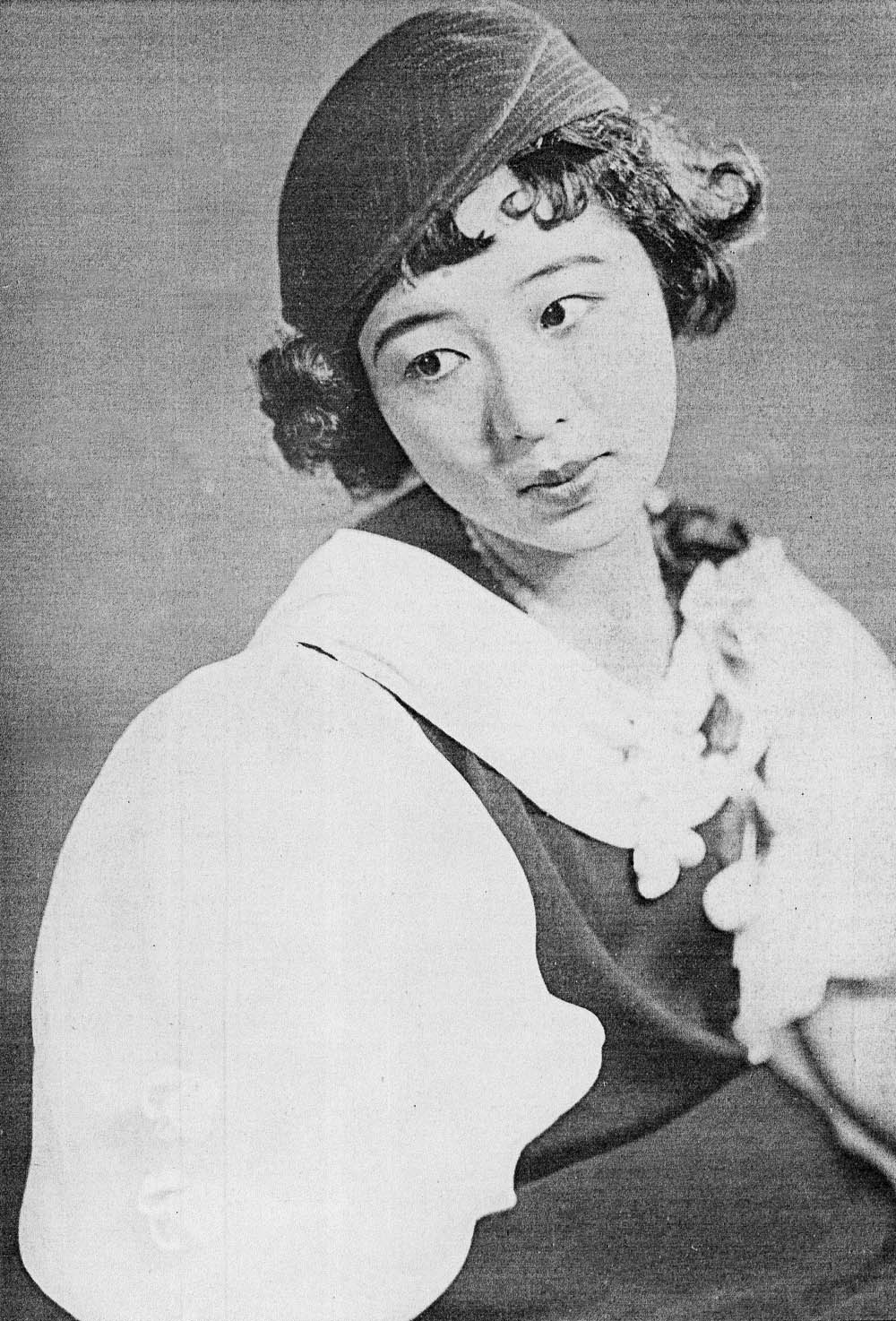
市川春代／11月18日没

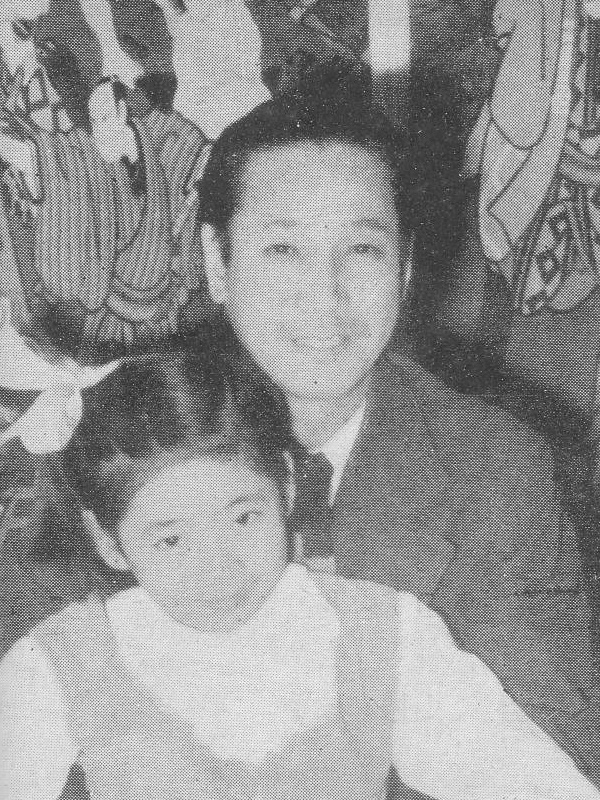
島田正吾／11月26日没

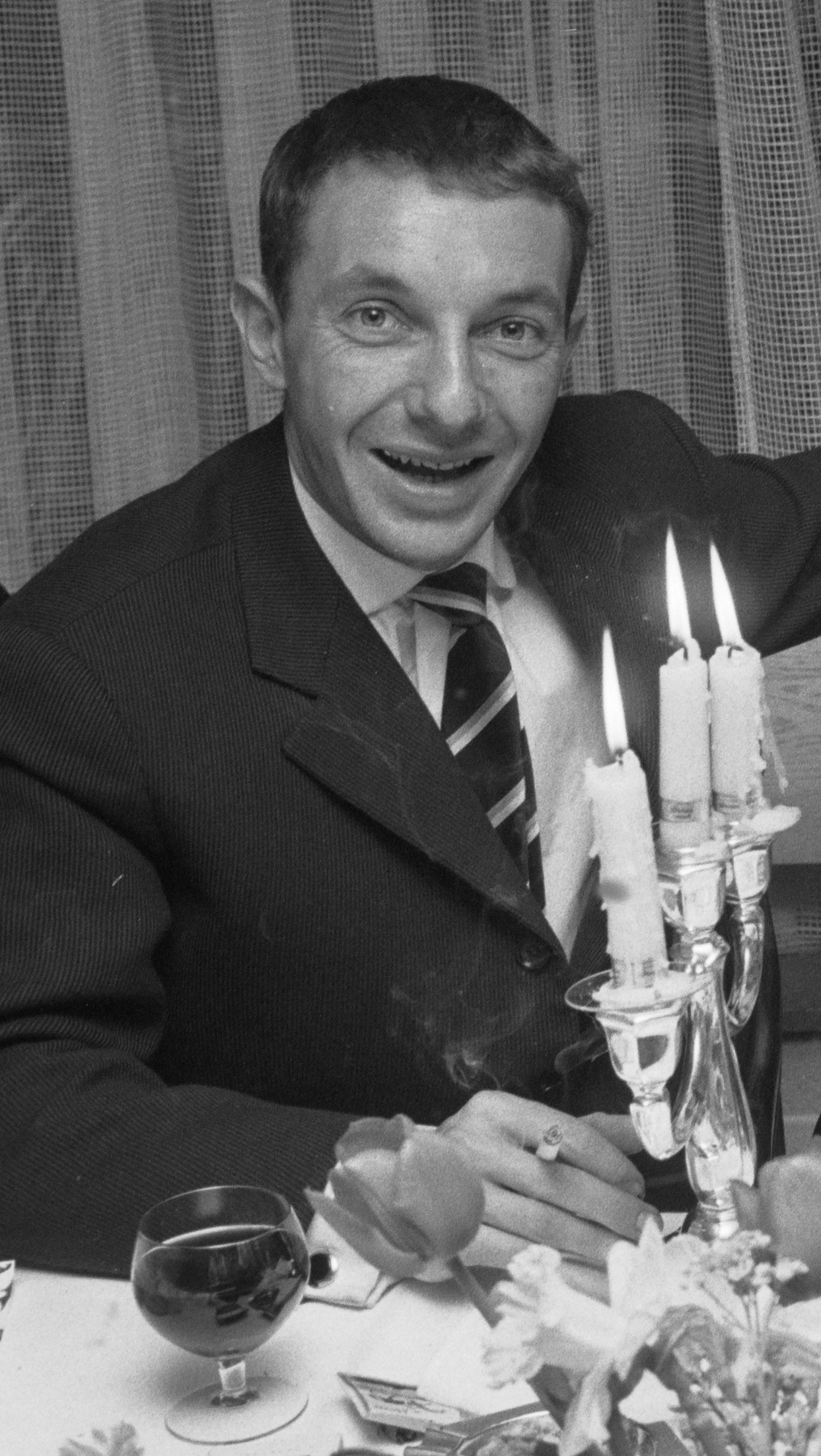
フィリップ・ド・ブロカ／11月26日没

## （1日 - 15日）
- 11月2日 - ザーイド・ビン＝スルターン・アール＝ナヒヤーン、アブダビ首長・アラブ首長国連邦大統領（* 1918年）
- 11月2日 - 竹内猛、政治家（* 1922年）
- 11月2日 - テオ・ファン・ゴッホ、映画監督、テレビプロデューサー、著述家、俳優（* 1957年）
- 11月6日 - 原健三郎、脚本家、映画プロデューサー、政治家、第65代衆議院議長（* 1907年）
- 11月7日 - 山代巴、小説家（* 1912年）
- 11月7日 - ハワード・キール、俳優・歌手（* 1919年）
- 11月7日 - 井上孝、官僚・政治家、第23代国土庁長官（* 1925年）
- 11月7日 - 出射厚、FD (ファイル管理ソフト)の作者（* 1948年）
- 11月8日 - 利光松男、実業家（* 1923年）
- 11月9日 - アイリス・チャン、ジャーナリスト（* 1968年）
- 11月11日 - 柳原義達、彫刻家（* 1910年）
- 11月11日 - ヤーセル・アラファート、パレスチナ解放機構議長（* 1929年）
- 11月11日 - 荻島眞一、俳優（* 1946年）
- 11月12日 - 木梨芳一、北海道文化放送会長（* 1935年）
- 11月13日 - カルロ・ルスティケッリ、映画音楽作曲家（* 1916年）
- 11月14日 - ミシェル・コロンビエ、フランスのプロデューサー、キーボーディスト（* 1939年）

## （16日 - 30日）
- 11月18日 - 市川春代、女優（* 1913年）
- 11月18日 - 新田昌玄、俳優（* 1934年）
- 11月19日 - ブライアン・トラックスラー、元プロ野球選手（* 1967年）
- 11月23日 - 石床幹雄、元プロ野球選手（* 1947年）
- 11月24日 - アーサー・ヘイリー、作家（* 1920年）
- 11月26日 - 島田正吾、俳優（* 1905年）
- 11月26日 - フィリップ・ド・ブロカ、映画監督（* 1933年）